# Sven Tunberg

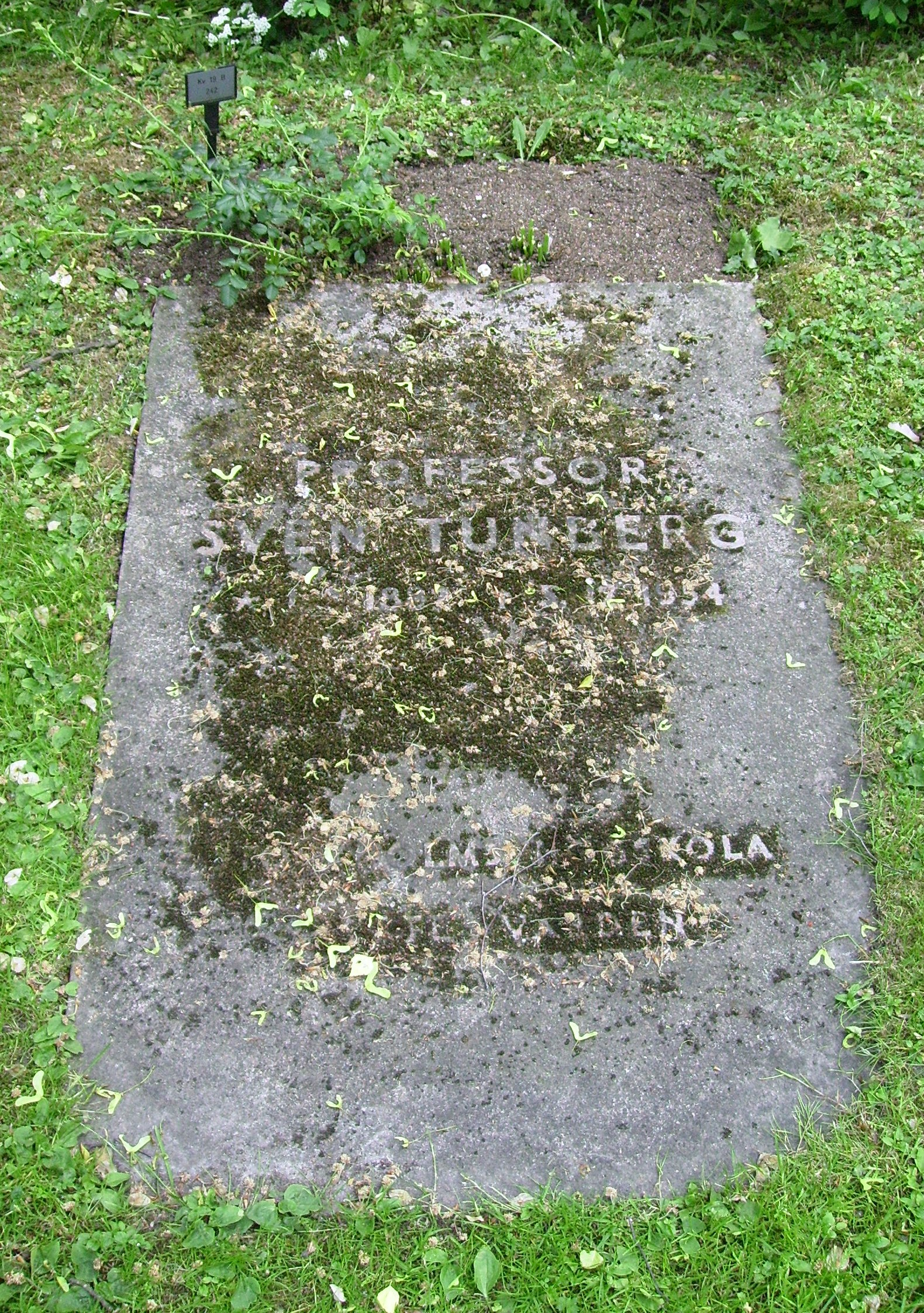
Sven Tunbergs gravvård på Norra begravningsplatsen i Solna kommun.

Sven August Daniel Tunberg, född den 1 februari 1882 i Öglunda i Västergötland, död den 5 december 1954, var en svensk historiker, professor och högskolerektor.

## Biografi
Tunberg blev filosofie doktor i Uppsala 1911, docent i historia 1911, professor vid Stockholms högskola 1919 och utnämndes till rektor där den 31 maj 1927. Han stannade till 1949. År 1919 hade han sökt professuren i historia vid Lunds universitet men förlorat i konkurrens med Lauritz Weibull i den så kallade Weibull-striden.
Tunberg var redaktör för Historisk tidskrift 1921-33, senare tiden i samarbete med Yngve Lorents. Han var ledamot av 1930 års kommitté för utredande av det akademiska befordringsväsendet. Hans vetenskapliga produktion behandlar särskilt medeltiden och 1500-talet. En av Tunbergs främsta bedrifter var att han återfann Florenslistan i Italien i början av 1900-talet. En annan viktig insats var att han påträffade Erik Brahes dagboksanteckningar från tiden kring Avsättningskriget mot Sigismund, vilka han även refererade. 
Tunberg var 1940–1944 ordförande i Statens Informationsstyrelse. Han invaldes 1947 som ledamot nummer 944 av Kungliga Vetenskapsakademien. Han verkade för Finlands sak som medlem i föreningen Nordens Frihet under andra världskriget.
Sven Tunberg gravsattes den 13 december 1954 på Norra begravningsplatsen i Stockholm.